# Centro per l'impiego
Un centro per l'impiego (in acronimo Cpi) è un ufficio della pubblica amministrazione italiana, di competenza regionale, a cui è demandata la funzione di attuare politiche pubbliche in materia di lavoro ed erogare servizi a favore del mercato del lavoro locale.

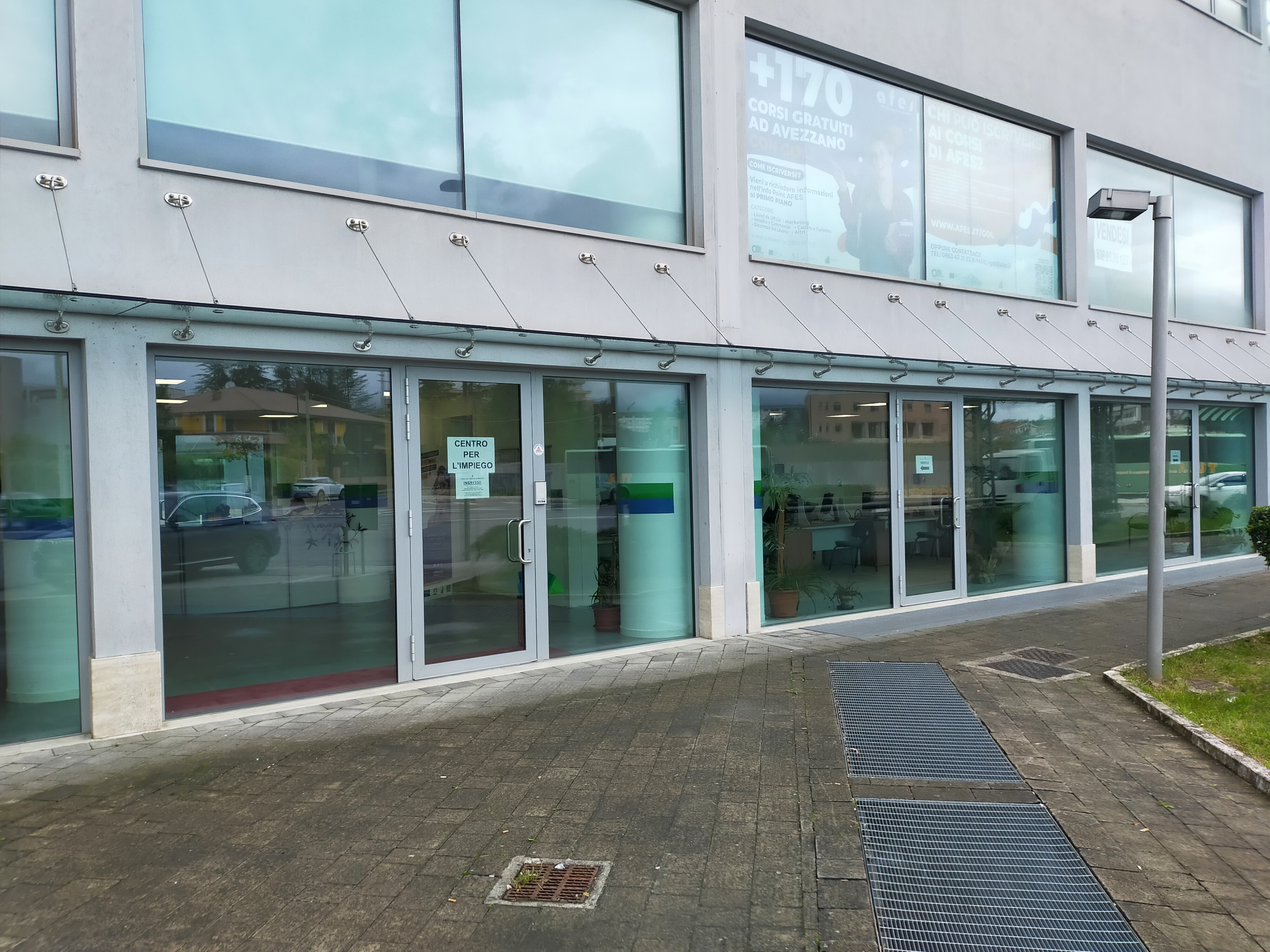
Sede del centro per l'impiego di Avezzano in Abruzzo.

Attualmente dipendono dalle Regioni e operano tramite diversi uffici decentrati sul territorio (nei capoluoghi di provincia e nei distretti economici principali), ed hanno sostituito il precedente ufficio di collocamento.

## Storia

### Il secondo dopoguerra e la crezione del collocalmento
Gl uffici del collocamento vennero istituiti con la legge 29 aprile 1949, n. 264 quali uffici periferici del Ministero del lavoro e della previdenza sociale con competenza ripartita in Sezioni Circoscrizionali per l'Impiego ed il Collocamento in Agricoltura (SCICA). Tali strutture operavano attraverso un rigido meccanismo di avviamento numerico, e più tardi anche di avviamento nominativo, delle persone in cerca di lavoro, iscritte in apposite liste, presso i datori di lavoro nella circoscrizione territoriale relativa.

### Le riforma degli anni 1990 ed il SIL
Le riforme avvenute a partire dalla metà degli anni 1990 del diritto del lavoro in Italia, in particolare con il pacchetto Treu, hanno profondamente modificato le regole relative al mercato del lavoro nonché i servizi ad esso relativi, cercando di scrollarsi di dosso una visione novecentesca e industriale del tessuto economico-occupazionale, comer ad esempio liberalizzazione dell'assunzione con la cessazione dell'obbligo di chiamata presso l'ufficio di collocamento, l'abolizione del libretto del lavoro, l'introduzione del lavoro interinale con la legge 24 giugno 1997, n. 196. La successiva legge 15 marzo 1997, n. 59  segmnò il passaggio dal centro alla periferia del "sistema di collocamento pubblico", difatti con il d. lgs. 23 dicembre 1997, n. 469 (attuativo della legge 59/1997), sono stati istituiti i Centri per l'impiego, destinati ad essere regolati da apposita legge regionale e gestiti dalle amministrazioni provinciali. 
Al fine di favorire l'incontro tra domanda e offerta nel mercato del lavoro, lo stesso d.lgs istituì il Sistema Informativo Lavoro (SIL) ovvero una piattaforma informatica costituita da "l'insieme delle strutture organizzative, delle risorse hardware e software e di rete ai fini dei compiti suindicati". Il sistema si avvaleva del sistema pubblico di connettività, al fine di realizzare i compiti ed i servizi istituzionali attraverso forme moderne. Tale verrà sostituito poi dalla "Borsa continua nazionale del lavoro".

### Le novità del "Jobs Act"
Infine con il d.lgs. 14 settembre 2015, n. 150 (facente parte del pacchetto di decreti delegati del c.d. Jobs Act) viene introdotta una riorganizzazione del sistema dei servizi pubblici per l'impiego. A partire dal 2019 viene avviato un Piano nazionale di potenziamento dei Cpi (e delle politiche attive del lavoro), sul versante del personale, delle dotazioni infrastrutturali e della qualità dei servizi, per tentare di avvicinare i Cpi italiani agli standard delle omologhe strutture di altri Stati europei più avanzati.

## Compiti
A differenza degli Uffici di collocamento - storicamente aventi quasi esclusivamente compiti di carattere burocratico-amministrativo - tali strutture erogano un ampio ventaglio di servizi al lavoro, che si rivolgono tanto alle persone fisiche (in primis disoccupati e disoccupate, ma anche persone in CIG, a rischio di disoccupazione e già occupate) quanto alle persone giuridiche (imprese e liberi professionisti).
Più dettagliatamente, i  conferiti di tali enti costituiscono livelli essenziali delle prestazioni e sono elencati dall'articolo 18 del d.lgs. 150/2015:
- orientamento di base, analisi delle competenze in relazione alla situazione del mercato del lavoro locale e profilazione;
- ausilio alla ricerca di una occupazione, anche mediante sessioni di gruppo, entro quattro mesi dalla registrazione;
- orientamento specialistico e individualizzato, mediante bilancio delle competenze ed analisi degli eventuali fabbisogni in termini di formazione, esperienze di lavoro o altre misure di politica attiva del lavoro, con riferimento all'adeguatezza del profilo alla domanda di lavoro espressa a livello territoriale, nazionale ed europea;
- orientamento individualizzato all'autoimpiego e tutoraggio per le fasi successive all'avvio dell'impresa;
- avviamento ad attività di formazione ai fini della qualificazione e riqualificazione professionale, dell'autoimpiego e dell'immediato inserimento lavorativo;
- accompagnamento al lavoro, anche attraverso l'utilizzo dell'assegno individuale di ricollocazione;
- promozione di esperienze lavorative ai fini di un incremento delle competenze, anche mediante lo strumento del tirocinio;
- gestione, anche in forma indiretta, di incentivi all'attività di lavoro autonomo;
- gestione di incentivi alla mobilità territoriale;
- gestione di strumenti finalizzati alla conciliazione dei tempi di lavoro con gli obblighi di cura nei confronti di minori o di soggetti non autosufficienti;
- promozione di prestazioni di lavoro socialmente utile.

A questi compiti se ne sommano altri, previsti da altre disposizioni di legge, in materia di:
- lavoratori disabili e c.d. categorie protette, con la gestione del circuito del collocamento mirato, ai sensi della L. 68/1999;
- gestione di bandi per l'avviamento a selezione presso le pubbliche amministrazioni (art. 16, legge 56/1987);
- preselezione di personale, su richiesta delle aziende, e un generale incontro tra domanda e offerta di lavoro.

È importante sottolineare come l'effettiva erogazione di molti di questi compiti possa, e venga, affidata a operatori privati (accreditati o autorizzati), in regime di sussidiarietà orizzontale, tramite un sistema di bandi regionali e contribuzioni pubbliche.

## Le competenze delle Regioni
La Regione mediante una legge regionale istituiscee regolementa i propri servizi regionali per l'impiego,; nelle varie Regioni essi sono stati variamente denominati: ad esempio "Centri Regionali per il Lavoro", "Centri Regionali per l'Impiego", "Centri Servizi per il Lavoro".
Di norma,  sono attribuiti dalle Regioni alle Province, al fine di rendere il servizio su in determinato bacino di utenza. Per le Regioni a Statuto speciale (vale a dire Friuli-Venezia Giulia, Sardegna, Sicilia, Valle d'Aosta), nonché per le Province Autonome di Bolzano e Trento, sono fatte salve le speciali previsioni statutarie.